# Moisés Ávila
Moisés Ávila (* 13. April 1974 in Rancagua) ist ein ehemaliger chilenischer Fußballspieler.

## Karriere
Der Mittelfeldspieler begann seine Karriere 1994 bei O’Higgins in der Primera División. 1995 machte Moisés Ávila sein erstes und einziges Länderspiel. Beim Freundschaftsspiel gegen Kanada wurde er in der 69. Spielminute für Marcelo Salas eingewechselt. 1996 spielte er bei Colo-Colo. Mit dem Klub wurde er Chilenischer Meister, gewann die Copa Chile und erreichte das Halbfinale der Supercopa Sudamericana. Danach schloss er sich den Santiago Wanderers an. 1999 wurde er wegen Dopings gesperrt und entlassen. Über Everton ging er dann zu Universidad de Chile, mit denen er an der Copa Libertadores 2001 teilnahm. Weitere Stationen waren Unión Española, Audax Italiano und wieder O’Higgins. Mit dem Zweitligisten Santiago Morning schaffte er 2005 den Aufstieg in die Primera División. 2006 beendete er seine Laufbahn.

## Erfolge
CSD Colo-Colo
- Chilenischer Meister: 1996
- Chilenischer Pokalsieger: 1996

Santiago Morning
- Meister der Primera B: 2005